# Coelichneumon aglaotypus
Coelichneumon aglaotypus là một loài tò vò trong họ Ichneumonidae.